# Snow (Spock's Beard)
Snow è il sesto album in studio del gruppo musicale statunitense Spock's Beard, pubblicato nel 2002 dalla Radiant Records.

## Descrizione
Si tratta dell'ultimo album con il membro fondatore Neal Morse e narra la storia di un albino con poteri paranormali che viene acclamato dalla folla come messia.

## Tracce
Testi e musiche di Neal Morse, eccetto dove indicato.
CD 1
1. Made Alive/Overture – 5:32
2. Stranger in a Strange Land – 4:29
3. Long Time Suffering – 6:04
4. Welcome to NYC – 3:33
5. Love Beyond Words – 3:24
6. The 39th Street Blues (I'm Sick) – 4:06
7. Devil's Got My Throat – 7:17
8. Open Wide the Flood Gates – 6:14
9. Open the Gates Part 2 – 3:03
10. Solitary Soul – 7:34 (Neal Morse, Alan Morse)
11. Wind at My Back – 5:12

CD 2
1. Second Overture – 3:47 (Spock's Beard)
2. 4th of July – 3:11 (Spock's Beard)
3. I'm the Guy – 4:48
4. Reflection – 2:49
5. Carie – 3:05
6. Looking for Answers – 5:16 (Nick D'Virgilio)
7. Freak Boy – 2:12
8. All Is Vanity – 4:36
9. I'm Dying – 5:09
10. Freak Boy Part 2 – 3:01
11. Devil's Got My Throat Revisited – 1:55
12. Snow's Night Out – 2:05
13. Ladies and Gentlemen, Mister Ryo Okumoto on the Keyboards – 2:40
14. I Will Go – 5:09
15. Made Alive Again/Wind at My Back – 8:28

Tracce bonus nella riedizione speciale statunitense del 2007
1. Snow Overture (Original Demo by Neal Morse) – 3:36
2. Snow Demo Excerpt (Original Demo by Neal Morse) – 12:23
3. Wind at My Back (Original Demo by Neal Morse) – 5:44

CD bonus presente nel'edizione limitata
1. Southside of the Sky – 9:11 (Yes) – originariamente interpretata dagli Yes
2. Good Don't Last/Open Wide the Flood Gates (Live Acoustic) – 11:26
3. Working on Devil/Fiddly/Disco – 4:41
4. Looking for Answers (Live Acoustic) – 4:59
5. Stranger in a Strange Land Demo – 2:34
6. 4 O' Clock – 0:24
7. Working on Ryo's Solo – 7:42
8. Lost Bass Solo Demo – 2:01
9. The Light (Live Acoustic) – 6:08
10. Working on I Will Go – 2:10

## Formazione
Gruppo
- Neal Morse – voce principale, pianoforte, sintetizzatore, chitarra acustica
- Alan Morse – chitarra elettrica, voce, violoncello
- Dave Meros – basso, voce, corno francese
- Ryo Okumoto – organo Hammond, mellotron, Jupiter-8, minimoog, vocoder
- Nick D'Virgilio – batteria, percussioni, voce principale

Altri musicisti
- Chris Charmichael – violino, viola, violoncello
- Jim Hoke – sassofono, clarinetto, autoharp
- Neil Rosengarden – flicorno, tromba
- Molly Pasutti – cori (CD 1: traccia 9)

Produzione
- Neal Morse, Spock's Beard – produzione
- Rich Mouser – registrazione, missaggio
- Nick D'Virgilio – registrazione
- Ken Love – mastering